# Адженда (Вісконсин)
Адженда (англ. Agenda) — місто (англ. town) в США, в окрузі Ешленд штату Вісконсин. Населення — 370 осіб (2020).

## Демографія
Згідно з переписом 2010 року, у місті мешкали 422 особи в 186 домогосподарствах у складі 121 родини. Було 368 помешкань
Расовий склад населення:
| - 97,2 % — білих - 0,5 % — чорних або афроамериканців - 0,2 % — вихідців з тихоокеанських островів - 0,2 % — азіатів |

До двох чи більше рас належало 1,7 %. Частка іспаномовних становила 0,7 % від усіх жителів.
За віковим діапазоном населення розподілялося таким чином: 19,9 % — особи молодші 18 років, 61,4 % — особи у віці 18—64 років, 18,7 % — особи у віці 65 років та старші. Медіана віку мешканця становила 49,9 року. На 100 осіб жіночої статі у місті припадало 111,0 чоловіків;  на 100 жінок у віці від 18 років та старших — 104,8 чоловіків також старших 18 років.
Середній дохід на одне домашнє господарство  становив 52 204 долари США (медіана — 50 156), а середній дохід на одну сім'ю — 62 859 доларів (медіана — 59 318). Медіана доходів становила 40 972 долари для чоловіків та 29 792 долари для жінок. За межею бідності перебувало 13,2 % осіб, у тому числі 13,8 % дітей у віці до 18 років та 7,5 % осіб у віці 65 років та старших.
Цивільне працевлаштоване населення становило 177 осіб. Основні галузі зайнятості: виробництво — 29,4 %, освіта, охорона здоров'я та соціальна допомога — 20,3 %, роздрібна торгівля — 17,5 %.